# Lachapelle-aux-Pots
Lachapelle-aux-Pots è un comune francese di 1 669 abitanti situato nel dipartimento dell'Oise della regione dell'Alta Francia.

## Società

### Evoluzione demografica
Abitanti censiti